# بيت رايت
بيت رايت هو لاعب هوكي الجليد كندي، ولد في 25 يناير 1927 في غراند براري في كندا، وتوفي في 19 أغسطس 1989.